# Пінський повіт (Російська імперія)
Пінський повіт (або Пинський повіт) — історична адміністративно-територіальна одиниця у складі Мінської губернії Російської імперії у 1793—1917 роках і Української Народної Республіки в 1918—1919 роках. Адміністративний центр — місто Пінськ.

## Склад
Станом на 1886 рік налічував 215 сільських громад, 389 поселень у 23 волостях. Населення — 129257 осіб (64713 чоловічої статі та 64544 — жіночої), 3789 дворових господарств.
|                     | Площа, десятин | З них орної, десятин |
| ------------------- | -------------- | -------------------- |
| Сільських громад    | 192805         | 96089                |
| Приватної власності | 646375         | 40861                |
| Казенної власності  | 147848         | 2099                 |
| Іншої власності     | 5220           | 2230                 |
| Загалом             | 992248         | 141279               |

### Адміністративний поділ
Поділявся на 23 волості:
- Доброславська
- Дубойська
- Жабицька
- Кожан-Городецька
- Кухоцковольська
- Логишинська
- Любешевська
- Лунинська
- Лемешевицька
- Морочанська
- Пінковицька
- Погость-Загородська
- Поріцька
- Плотницька
- Радчицька
- Святовольська
- Ставоцька
- Столинська
- Телеханська
- Теребежівська
- Угриницька
- Хотиницька
- Хоїнська
- місто Пінськ зі станцією Паракокс та урочищем Гай.

## Населення
За даними етнографічної експедиції 1869—1870 років під керівництвом Павла Чубинського, пінчуки вважалися етнографічною групою українців.
За працею російського військового статистика Олександра Ріттіха «Племенной состав контингентов русской армии и мужского населения Европейской России» 1875 року частка українців серед чоловіків призовного віку повіту становила 81,4 %, поляків — 9,9 %, євреїв — 8 %, німців — 0,2 %, татар — 0,05 %.

## Територія колишнього повіту сьогодні
Територія 6 колишніх волостей сьогодні розташовані на території України — Кухітсько-Вольська, Любешівська, Морочанська повністю, Радчицька - села Бутове, Вичівка, Вовчиці, Дібрівськ, Іванчиці, Сварицевичі, Серники, Теребежівська волость - села Будимля, Городище, Переброди, Смородськ, Тумень, Хоїнська волость - села Гориничі, Комари, Ниговищі, Омит, Прикладники. 
Зараз це територія Рівненської області - села Біле, Бишляк, Великі Телковичі, Новосілки та Малі Телковичі, Будимля, Городище, Зелень, Переброди, Сварицевичі, Смородськ, Тумень та Волинської області - села Винімок, Волиця, Городок, Нові Червища, Пнівне, Рудка-Червинська, Соснівка, Старі Червища, Тоболи, Фаринки.